# St. Nikolaus (Baiersdorf)

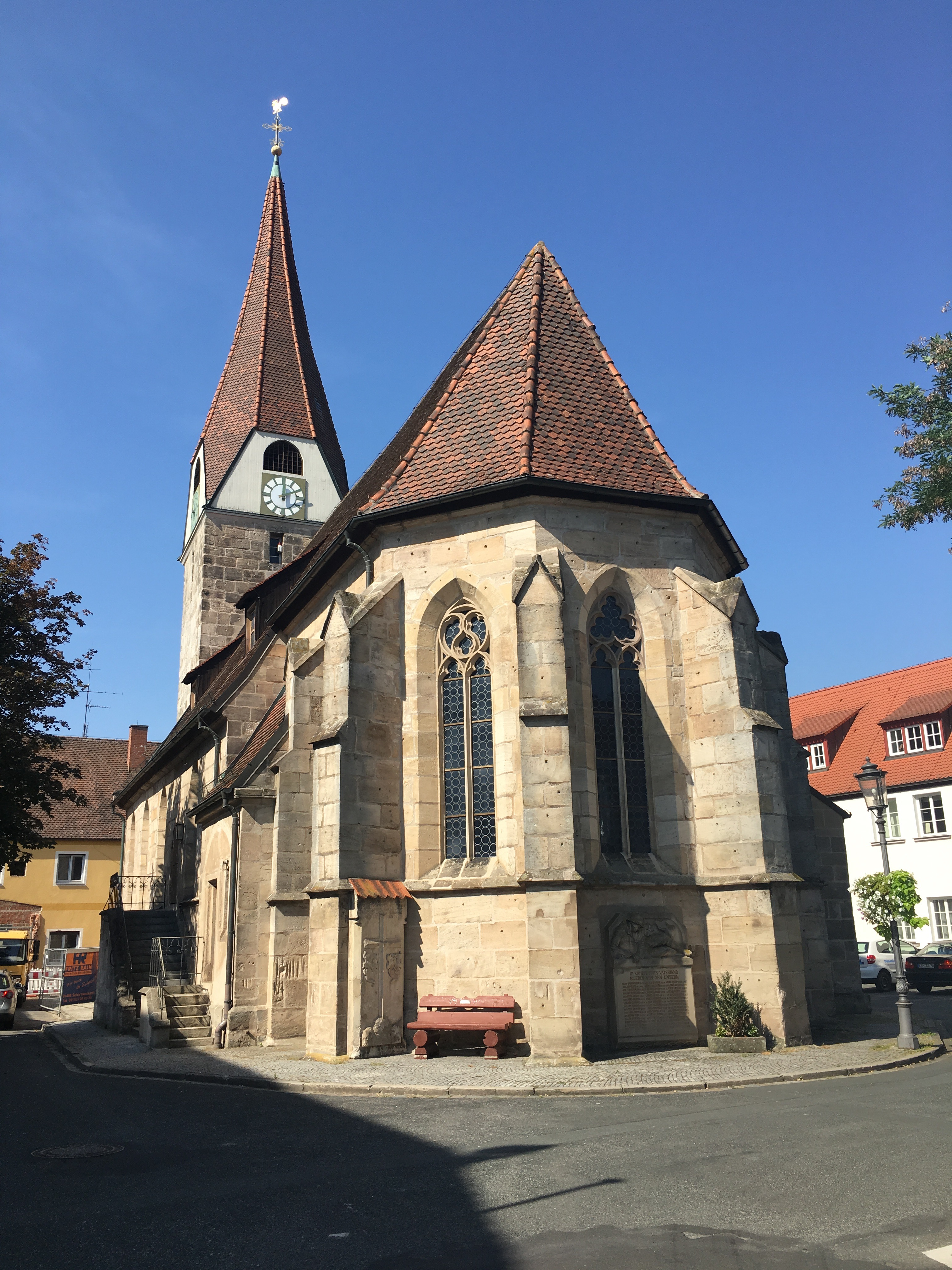
Chor und Turm der Kirche

Die evangelisch-lutherische Stadtpfarrkirche St. Nikolaus in Baiersdorf, einer Gemeinde im mittelfränkischen Landkreis Erlangen-Höchstadt in Bayern, wurde ab dem 14. Jahrhundert errichtet. Die Kirche in der Nähe des Kirchenplatzes steht auf der Liste der geschützten Baudenkmäler in Bayern.
Die Saalkirche mit eingezogenem gotischen Chor besitzt einen Westturm, der wohl aus dem 14. Jahrhundert stammt. Der Chor, die Sakristei und das Langhaus wurden im 15. Jahrhundert errichtet. 

## Ausstattung
Die von 1670 bis 1679 angefertigte barocke Ausstattung wurde 1898 neugotisch verändert. Der Kanzelaltar aus der Mitte des 18. Jahrhunderts wurde mit Teilen der älteren Renaissancekanzel, einem Abendmahlsrelief und den Figuren des Moses und des Johannes, eingebaut. An der Spitze des Kanzelaltars triumphiert der auferstandene Christus mit der Siegesfahne in der Hand. Die Emporenmalerei entstand ab 1670. 

## Orgel
Auf der zweiten Empore befindet sich die Orgel aus dem Jahr 1753, sie trägt über den mittleren Orgelpfeifen eine kleine Figur des heiligen Nikolaus, dem Namenspatron der Kirche. Über den äußeren Orgelpfeifen befinden sich zwei Wappen: Rechts das Wappen der Stadt Baiersdorf und links der Brandenburgische Adler.
In das alte Gehäuse wurde 1973 eine neue Orgel mit 25 Registern aus der Orgelbauerwerkstatt Hoffmann eingebaut.